# Черлакский район
Черла́кский райо́н — административно-территориальная единица (район) и муниципальное образование (муниципальный район) на юге Омской области России.
Административный центр — рабочий посёлок Черлак.

## География
Площадь района — 4200 км². Основные реки — Иртыш. На территории района, расположенного в западной части Курумбельской степи, имеется большое количество солёных озёр, одно из которых — Ульжай, обладает огромными запасами лечебных грязей.
В 0,4 км южнее посёлка Черлак находится единственное в Омской области месторождение гончарных глин с оценёнными запасами 13 тыс. м³. В 1980-е годы на базе этого месторождения в Черлаке работал завод, выпускавший в год около 40 наименований художественных и керамических изделий.

## История
Район образован в 1929 году. 20 декабря 1940 года на части территории района был образован Дробышевский район.

## Население
| 1959    | 1970    | 1979    | 1989    | 2002    | 2009    |
| ------- | ------- | ------- | ------- | ------- | ------- |
| 34 216  | ↗39 384 | ↘36 065 | ↗36 662 | ↘36 356 | ↘34 294 |
| 2010    | 2011    | 2012    | 2013    | 2014    | 2015    |
| ↘30 344 | ↘30 256 | ↘30 112 | ↘30 009 | ↘29 696 | ↘29 405 |
| 2016    | 2017    | 2018    | 2019    | 2020    | 2021    |
| ↘29 212 | ↘28 905 | ↘28 710 | ↘28 307 | ↘28 127 | ↘25 827 |
| 2023    |         |         |         |         |         |
| ↘25 357 |         |         |         |         |         |

### Урбанизация
В городских условиях (рабочий посёлок Черлак) проживают 39,53 % населения района.

### Национальный состав
По Всероссийской переписи населения 2010 года
| Национальность  | Численность населения, чел. | Доля от населения |
| --------------- | --------------------------- | ----------------- |
| Русские         | 25 685                      | 84,65             |
| Немцы           | 1411                        | 4,65              |
| Казахи          | 1393                        | 4,59              |
| Украинцы        | 789                         | 2,60              |
| Татары          | 172                         | 0,57              |
| Прочие нации    | 894                         | 2,95              |
| Итого по району | 30 344                      | 100,00            |

## Муниципально-территориальное устройство
В Черлакском районе 42 населённых пункта в составе одного городского и десяти сельских поселений:
| №  | Городское и сельские поселения       | Административный центр | Количество населённых пунктов | Население | Площадь, км2 |
| -- | ------------------------------------ | ---------------------- | ----------------------------- | --------- | ------------ |
| 1  | Черлакское городское поселение       | рабочий посёлок Черлак | 1                             | ↘10 024   | 36,52        |
| 2  | Большеатмасское сельское поселение   | село Большой Атмас     | 3                             | ↘2125     | 363,83       |
| 3  | Елизаветинское сельское поселение    | село Елизаветинка      | 4                             | ↘1519     | 376,18       |
| 4  | Иртышское сельское поселение         | село Иртыш             | 6                             | ↘3684     | 439,60       |
| 5  | Краснооктябрьское сельское поселение | село Красный Октябрь   | 4                             | ↘1303     | 416,07       |
| 6  | Курумбельское сельское поселение     | село Джартаргуль       | 2                             | ↘96       | 561,69       |
| 7  | Медетское сельское поселение         | село Медет             | 3                             | ↘105      | 522,48       |
| 8  | Николаевское сельское поселение      | село Николаевка        | 3                             | ↘928      | 416,82       |
| 9  | Солянское сельское поселение         | село Соляное           | 5                             | ↘2989     | 328,77       |
| 10 | Татарское сельское поселение         | село Татарка           | 6                             | ↘1351     | 406,29       |
| 11 | Южно-Подольское сельское поселение   | село Южно-Подольск     | 5                             | ↘1233     | 411,03       |

| №  | Населённый пункт       | Тип                                     | Население | Муниципальное образование            |
| -- | ---------------------- | --------------------------------------- | --------- | ------------------------------------ |
| 1  | Бердниково             | деревня                                 | 283       | Иртышское сельское поселение         |
| 2  | Большой Атмас          | село                                    | 2033      | Большеатмасское сельское поселение   |
| 3  | Букино                 | деревня                                 | 0         | Иртышское сельское поселение         |
| 4  | Васьковка              | деревня                                 | 97        | Южно-Подольское сельское поселение   |
| 5  | Верхнеильинка          | деревня                                 | 272       | Иртышское сельское поселение         |
| 6  | Гринск                 | деревня                                 | 359       | Елизаветинское сельское поселение    |
| 7  | Джартаргуль            | село                                    | 208       | Курумбельское сельское поселение     |
| 8  | Елизаветинка           | село                                    | 1399      | Елизаветинское сельское поселение    |
| 9  | Золотухино             | деревня                                 | 312       | Южно-Подольское сельское поселение   |
| 10 | Иртыш                  | село                                    | ↘2532     | Иртышское сельское поселение         |
| 11 | Кирьяновка             | деревня                                 | 29        | Южно-Подольское сельское поселение   |
| 12 | Козинка                | деревня                                 | 53        | Медетское сельское поселение         |
| 13 | Красный Овцевод        | деревня                                 | 207       | Иртышское сельское поселение         |
| 14 | Красный Октябрь        | село                                    | 1307      | Краснооктябрьское сельское поселение |
| 15 | Крупское               | деревня                                 | 239       | Иртышское сельское поселение         |
| 16 | Кузнецовка             | деревня                                 | 200       | Татарское сельское поселение         |
| 17 | Лесная База            | деревня                                 | 95        | Краснооктябрьское сельское поселение |
| 18 | Макаркино              | деревня                                 | 320       | Южно-Подольское сельское поселение   |
| 19 | Малый Атмас            | деревня                                 | 384       | Большеатмасское сельское поселение   |
| 20 | Медет                  | село                                    | 242       | Медетское сельское поселение         |
| 21 | Михайловка             | деревня                                 | 179       | Краснооктябрьское сельское поселение |
| 22 | Народное Береговое     | деревня                                 | 104       | Татарское сельское поселение         |
| 23 | Народное Степное       | деревня                                 | 182       | Татарское сельское поселение         |
| 24 | Николаевка             | село                                    | 1032      | Николаевское сельское поселение      |
| 25 | Ольговка               | деревня                                 | 105       | Николаевское сельское поселение      |
| 26 | Ольховка               | деревня                                 | 181       | Татарское сельское поселение         |
| 27 | Первый Шаг             | деревня                                 | 299       | Большеатмасское сельское поселение   |
| 28 | Погранично-Григорьевка | деревня                                 | 71        | Медетское сельское поселение         |
| 29 | Подлесное              | деревня                                 | 250       | Солянское сельское поселение         |
| 30 | Преображенка           | деревня                                 | 147       | Николаевское сельское поселение      |
| 31 | Привольное             | деревня                                 | 335       | Солянское сельское поселение         |
| 32 | Пробуждение            | деревня                                 | 194       | Елизаветинское сельское поселение    |
| 33 | Путь Ленина            | деревня                                 | 334       | Елизаветинское сельское поселение    |
| 34 | Северное               | деревня                                 | 204       | Солянское сельское поселение         |
| 35 | Соляное                | село                                    | 2052      | Солянское сельское поселение         |
| 36 | Стретенка              | деревня                                 | 159       | Курумбельское сельское поселение     |
| 37 | Суворовка              | деревня                                 | 249       | Солянское сельское поселение         |
| 38 | Татарка                | село                                    | 1339      | Татарское сельское поселение         |
| 39 | Целинное               | деревня                                 | 224       | Краснооктябрьское сельское поселение |
| 40 | Черлак                 | рабочий посёлок, административный центр | ↘10 024   | Черлакское городское поселение       |
| 41 | Черлак                 | станция                                 | 145       | Татарское сельское поселение         |
| 42 | Южно-Подольск          | село                                    | 1008      | Южно-Подольское сельское поселение   |

## Экономика

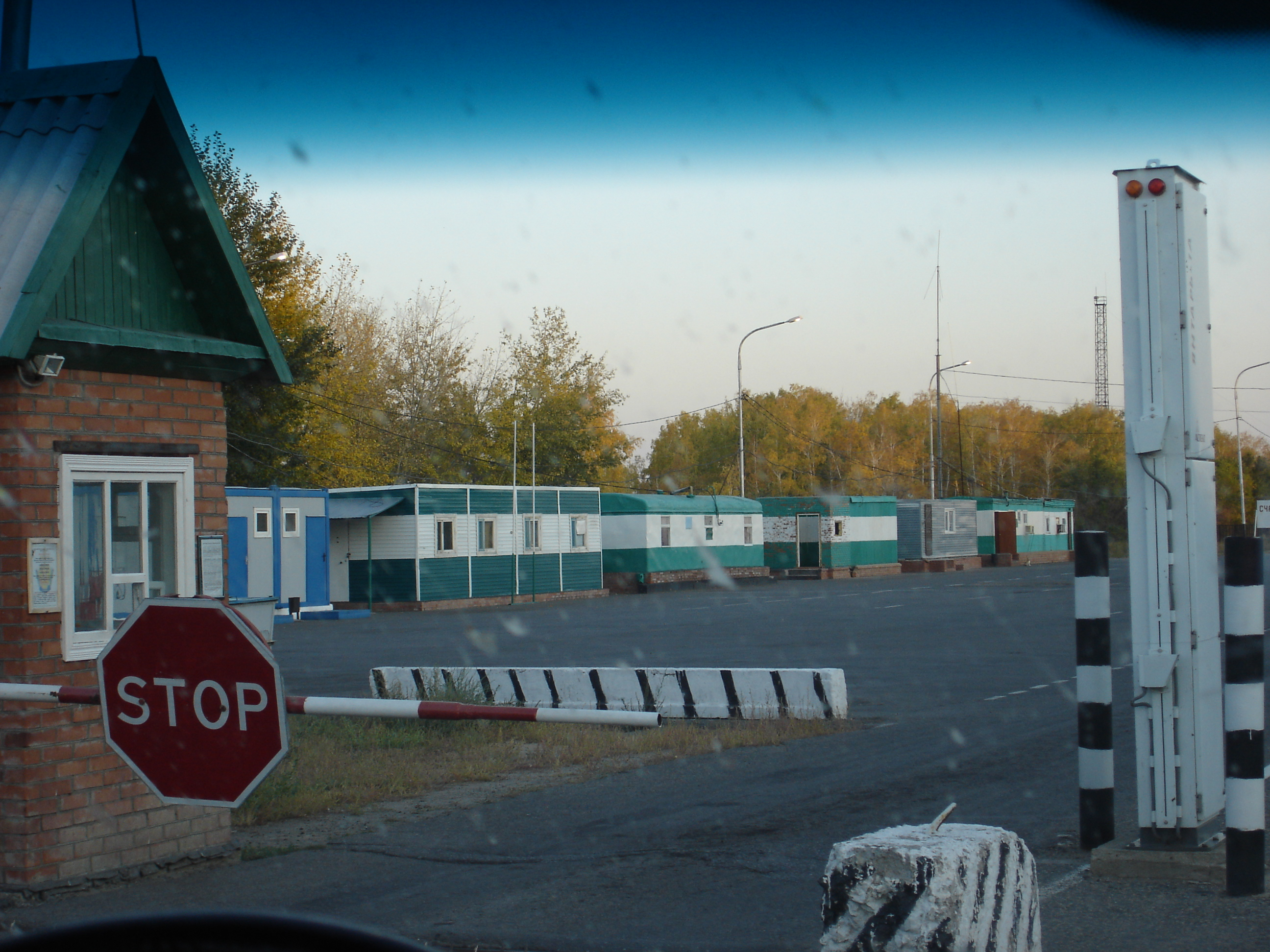
КПП «Ольховка» на границе с Казахстаном. Омская область, Черлакский район. 2011 год.

На территории Черлакского района действует 454 субъекта хозяйственной деятельности. Подавляющее большинство из них — около 85 % — крестьянские фермерские хозяйства с образованием юридического лица.
В Черлакском районе развиты пищевая промышленность, машиностроение и металлообработка. Пищевая промышленность — производство хлеба, хлебобулочных и макаронных изделий, цельномолочной продукции — обеспечивает более 19 % ежегодного объёма промышленной продукции района. На долю машиностроения приходится около 7 % объёма промышленной продукции. С января по декабрь 2001 года объём промышленной продукции составил 194019 тыс. рублей.
Введено в действие жилых домов общей площадью 3330 м². Оборот розничной торговли района в 2001 году составил 130298 тыс. рублей. Оборот предприятий общественного питания района в период с января по сентябрь 2001 года исчисляется в 488 тыс. рублей.
В сельском хозяйстве района заняты более 10 крупных и средних сельхозорганизаций. Объём валовой продукции сельского хозяйства района в денежном выражении следующий:
- 1996 год — 228496 тыс. рублей,
- 1997 год — 202643 тыс. рублей,
- 1998 год — 188823 тыс. рублей.
- 1999 год — он увеличился на 194997 тыс. рублей и составил 383820 тыс. рублей.

Валовой сбор зерна в хозяйствах всех категорий в 2001 году составил 178,4 тыс. тонн. Площадь сельхозугодий района — более 335 тыс. га. Посевные площади сельхозкультур занимают более 140 тыс. га. Наибольшие площади отведены под посевы пшеницы яровой (около 57 тыс. га), ячменя (более 12 тыс. га), проса (более 2 тыс. га). Под кормовые культуры выделено около 60 тыс. га.
Поголовье скота в крупных и средних сельскохозяйственных организациях — более 16 тыс. голов. Животноводство кроме крупного рогатого скота представлено птицеводством, свиноводством, овцеводством, коневодством.
Транспорт
Автомобильные дороги с твердым покрытием протянулись более чем на 330 км. Их плотность — около 80 км на 1000 км².
Связь
12 телефонных станций обеспечивают телефонную связь района.
На 1000 человек населения приходится более 100 телефонных аппаратов.

## Образование
В районе действуют 45 общеобразовательных школ, 17 дошкольных учреждений, 27 массовых библиотек, книжный фонд которых более 280 тыс. экземпляров.

## Культура
Досуг обеспечивают более 40 клубных учреждений, 1 музей, более 70 спортивных сооружений.

## Здравоохранение
Здравоохранением населения занимаются 7 больниц, 9 поликлиник, более 30 фельдшерско-акушерских пунктов.

## Достопримечательности
- Озеро Ульжай
- Курумбельская степь
- Черлакский районный краеведческий музе й
- Государственный природный заказник федерального значения «Степной»

Памятники истории, архитектуры, археологии и монументального искусствао района
- Могила А. Е. Мельникова, первого председателя черлакского совета казачьих депутатов, Черлак
- Памятник воинам-землякам, погибшим в годы Великой Отечественной войны 1941—1945 годы, установлен в 1970 году, Черлак
- Памятник В. И. Ленину, установлен в 1970 году, Черлак
- 4 археологических памятника — курганные группы, поселение
- Здание школы, в которой училась В. Бархатова, водитель танка, погибшая в 1944 году, школа село Иртыш
- 2 археологических памятника — курганные группы; село Иртыш
- Обелиск, установленный в честь одной из первых в крае коммун «юный пахарь», созданной в 1920 году, установлен в 1978 году, деревня Крупское
- Курганная группа «Погранично-Григорьевка-1», 7,1 км юго-восточнее деревни Погранично-Григорьевка на поле
- Могила Т. Н. Березовского (1881—1934), первого председателя колхоза и первого коммуниста села, установлен в 1936 году, село Елизаветинка
- Курганная группа «Елизаветинское-1», юго-восточная окраина села Елизаветинка у сеновала кошар
- 2 археологических памятника — курганные группы; деревня Гринск
- Курганная группа «Народный-1», 3,5 км северо-восточнее деревни Народное Береговое, 130 м северо-западнее дороги в деревню Кузнецовку на поле
- Курганная группа «Народный-2», 1,3 км юго-юго-западнее деревни Народное Степное, правый берег реки Иртыш у кладбища
- 6 археологических памятников — курганные группы; село Татарка
- Курганные группы II—I века до н. э., восточный берег реки Иртыш, 5 км в сторону бывшей деревни Курумбельский
- и ряд других